# Frederick Henry Johnson
Pour les articles homonymes, voir Johnson et Fredrik Johnson (homonymie).
Frederick Henry Johnson VC, né le 15 août 1890 à Streatham (Londres) et mort le 26 novembre 1917 à Cambrai en France, est un Anglais ayant reçu la Croix de Victoria, la plus haute et la plus prestigieuse récompense pour acte de bravoure face à l'ennemi, qui peut être octroyée aux Britanniques et aux forces du Commonwealth.

## Biographie
Johnson a commencé sa carrière militaire en 1914 en tant que sous-lieutenant dans la 73e déploiement de terrain[Quoi ?] du Corps des ingénieurs royaux, de l'Armée britannique. Il a 25 ans, le 25 septembre 1915, lors de la bataille de la cote 70 dans la bataille de Loos, quand il accomplit un acte de bravoure pour laquelle il recevra la Croix de Victoria.
« For most conspicuous bravery and devotion to duty in the attack on Hill 70 on 25 September 1915. Second Lieutenant Johnson was with a section of his company of the Royal Engineers. Although wounded in the leg, he stuck to his duty throughout the attack, led several charges on the German redoubt, and at a very critical time, under very heavy fire, repeatedly rallied the men who were near him. By his splendid example and cool courage he was mainly instrumental in saving the situation and in establishing firmly his part of the position which had been taken. He remained at his post until relieved in the evening. »
Plus tard, il atteint le grade de Major, et est tué au combat, tout en commandant le 231e déploiement de terrain[Quoi ?], des Royal Engineers dans le bois de Bourlon, France, le 26 novembre 1917. 
Son nom est gravé sur le Mémorial de Louverval.